# Buda (Horka II)
Buda (německy Buda) je malá vesnice, část obce Horka II v okrese Kutná Hora. Nachází se asi jeden kilometr severozápadně od Horek. Vesnicí protéká Sázava. Prochází zde silnice II/336.
Buda leží v katastrálním území Horka nad Sázavou o výměře 9,48 km².

## Historie
První písemná zmínka o vesnici pochází z roku 1620.

## Pamětihodnosti
- Vodní mlýn čp. 10
- Socha svatého Jana Nepomuckého

## Fotogalerie

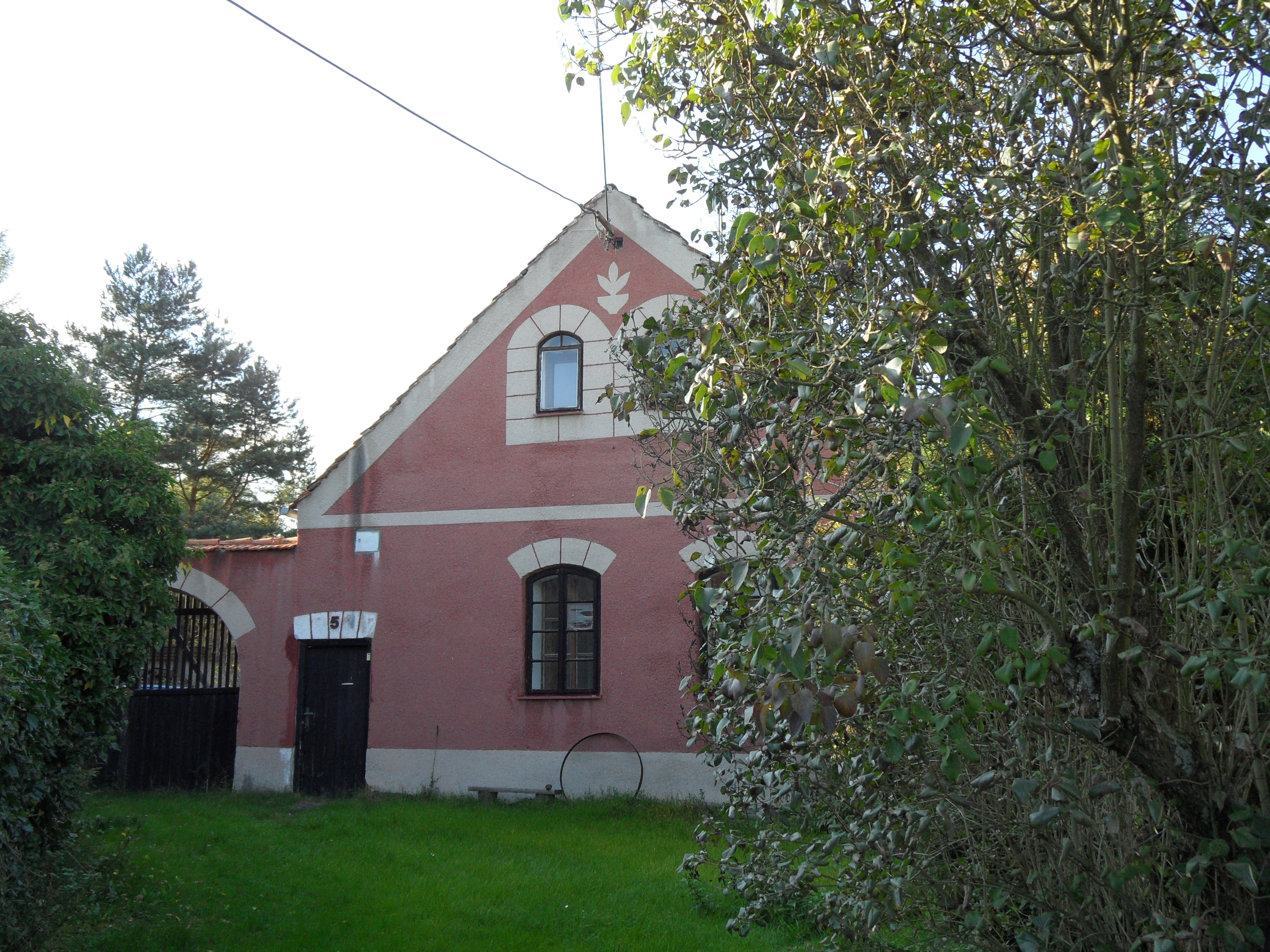
Dům se štítem a branou
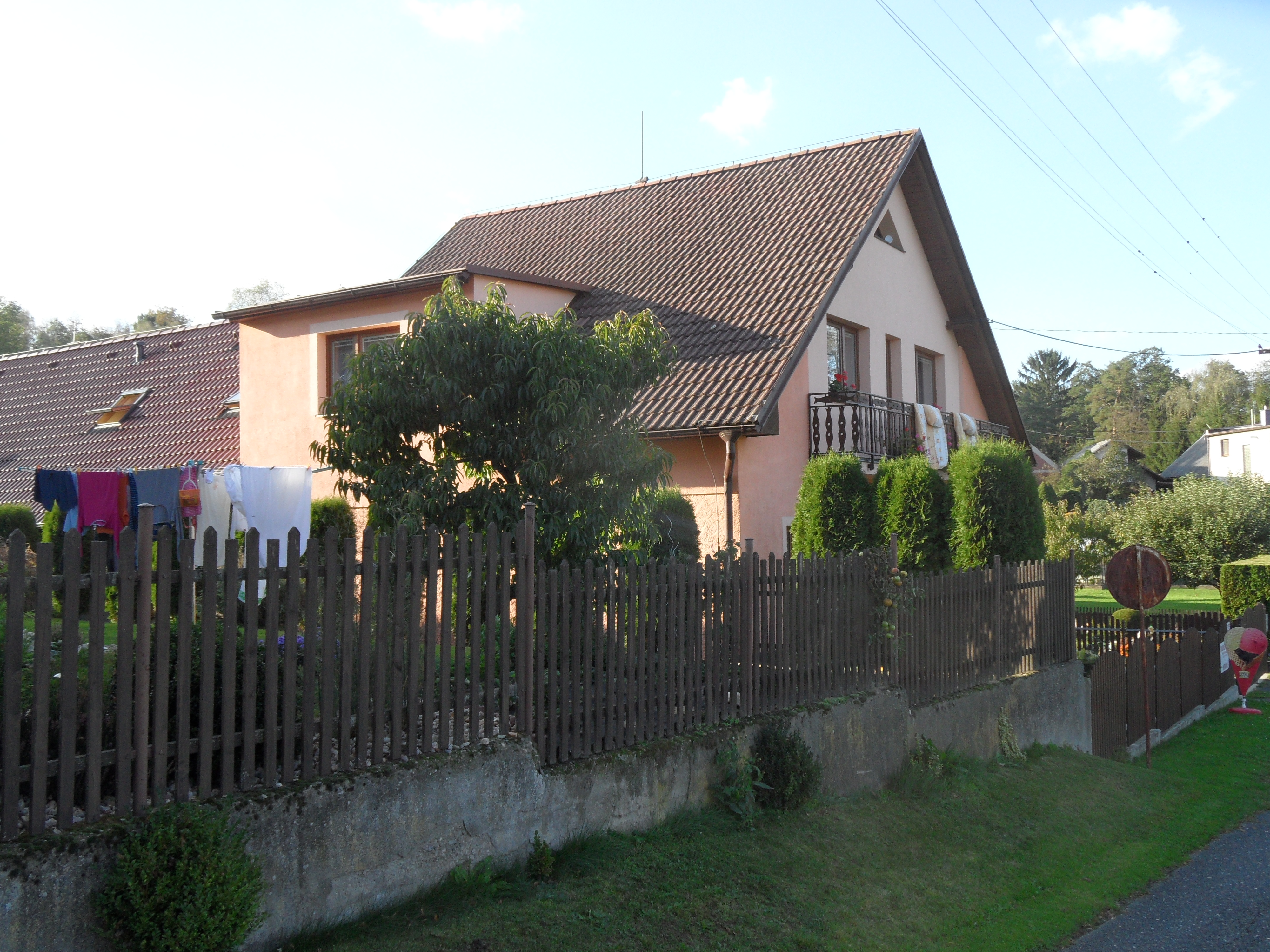
Dům s plotem
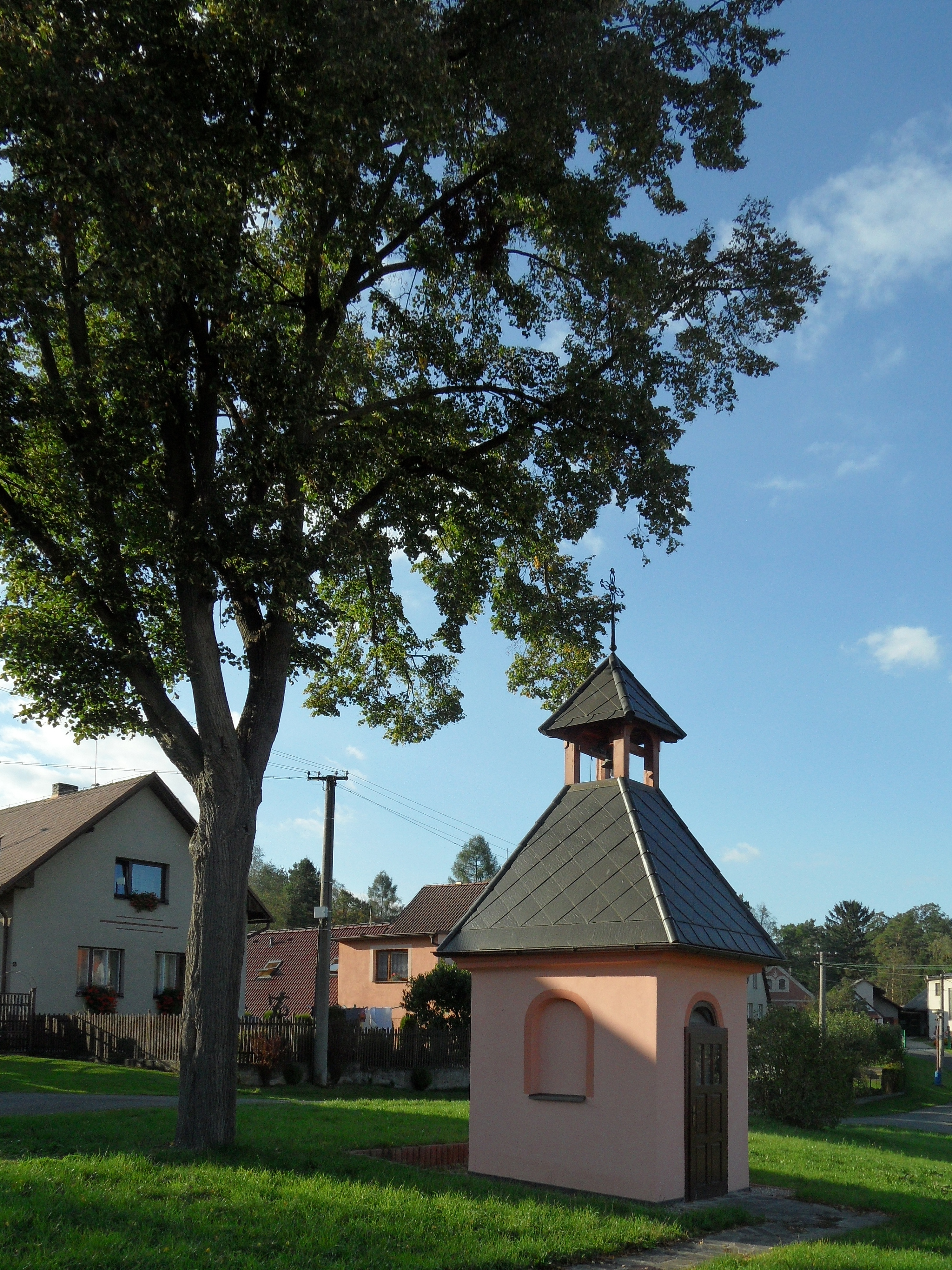
Kaplička na návsi
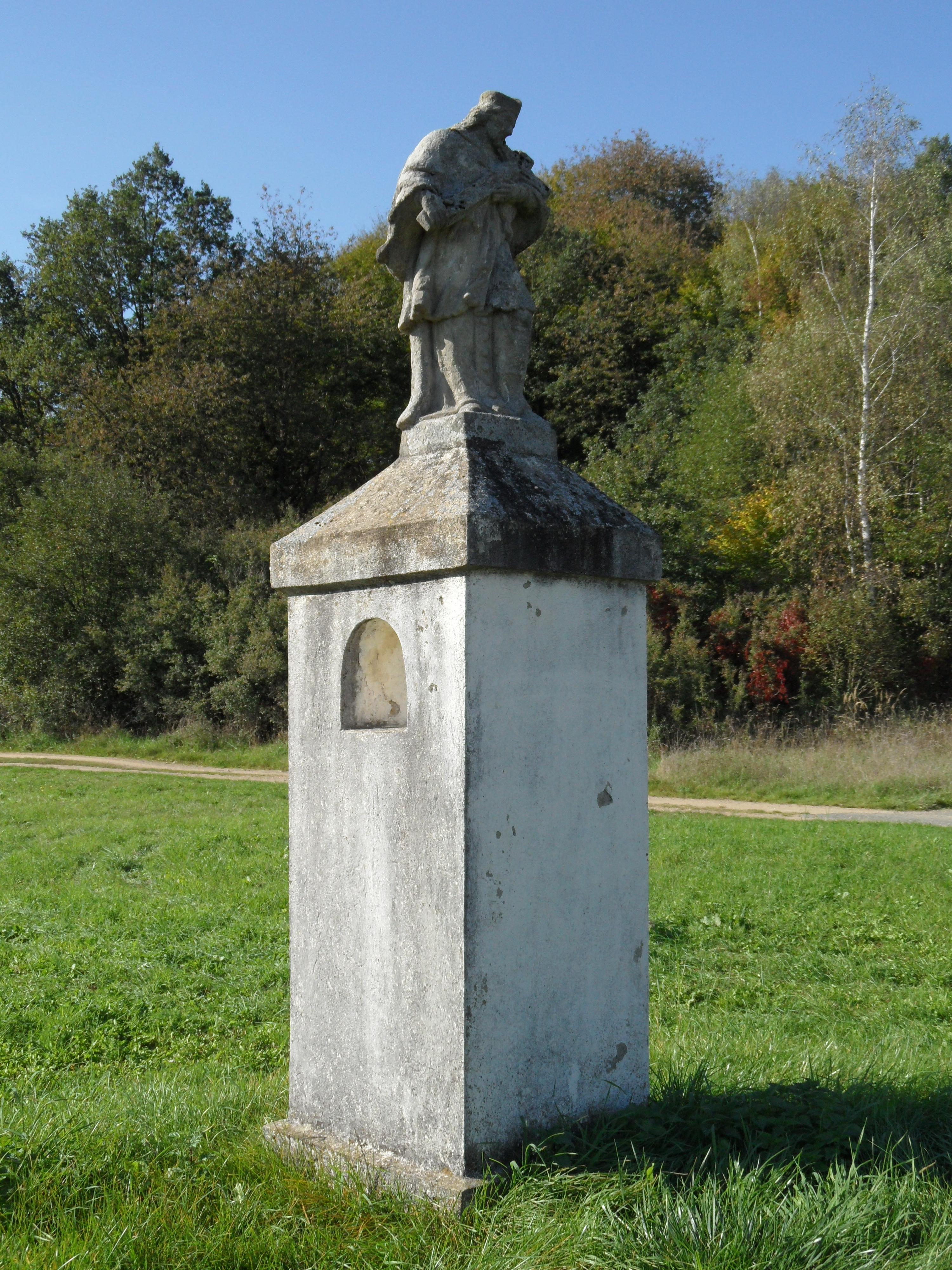
Kulturní památka: socha sv. Jana Nepomuckého